# Sistem de ecuații liniare
Un sistem de ecuații liniare este un sistem de ecuații de forma:
{\displaystyle {\begin{cases}a_{11}x_{1}+a_{12}x_{2}+...+a_{1n}x_{n}=b_{1}\\...\\a_{m1}x_{1}+a_{m2}y_{2}+...+a_{mn}y_{n}=b_{m}\end{cases}}}
unde {\displaystyle a_{ij},b_{i}} sunt coeficienți, cu {\displaystyle 1\leq i\leq m}, și {\displaystyle 1\leq j\leq n}; {\displaystyle m,n\in \mathbb {Z_{+}} }. Coeficienții sistemului pot fi limitați la a fi numere întregi, raționale, reale sau complexe. La modul general, un sistem de ecuații liniare se rezolvă într-un corp.
Un astfel de sistem poate avea o infinitate de soluții, o singură soluție sau niciuna, în funcție de coeficienții ecuațiilor, numărul lor, numărul necunoscutelor sau mulțimea numerică în care se caută soluția.

## Sisteme cu două necunoscute
Forma generală a unui sistem de două ecuații cu două necunoscute este:
{\displaystyle {\begin{cases}ax+by=c\\mx+ny=p\end{cases}}}
unde {\displaystyle a,b,c,m,n,p\in } {\displaystyle \mathbb {R} }.
Soluția geometrică e dată de intersecția dreptelor descrise de egalitățile sistemului.
Rezolvarea algebrică a unui astfel de sistem se poate face, la nivel elementar (gimnazial), prin metoda substituției sau  a reducerii. 

### Metoda substituției
Această metodă constă în scoaterea din una din ecuații a unei necunoscute în funcție de cealaltă, introducerea acesteia în cea de-a doua ecuație a sistemului obținând astfel o ecuație de gradul întâi cu o singură necunoscută care, prin rezolvare, dă valoarea acestei necunoscute. Cu valoarea aflată se revine la prima ecuație și se determină cea de-a doua necunoscută.
Exemplu
Să se rezolve prin metoda substituției sistemul: {\displaystyle {\begin{cases}x-5y=3\\2x+y=-5\end{cases}}}
Rezolvare
{\displaystyle {\begin{cases}x-5y=3\\2x+y=-5\end{cases}}\iff {\begin{cases}x=3+5y\\2x+y=-5\end{cases}}\iff {\begin{cases}x=3+5y\\2(3+5y)+y=-5\end{cases}}\iff {\begin{cases}x=3+5y\\11y=-11\end{cases}}\iff {\begin{cases}x=3+5y\\y=-1\end{cases}}}
{\displaystyle \iff {\begin{cases}x=3+5(-1)\\y=-1\end{cases}}\iff {\begin{cases}x=-2\\y=-1\end{cases}}}
Așadar, soluția sistemului este data de punctul cu coordonatele perechea {\displaystyle (-2,-1)}.

### Metoda reducerii
Această metodă constă în înmulțirea termenilor ecuațiilor astfel încât prin adunarea sau scăderea egalităților obținute să se anuleze termenii ce conțin una dintre necunoscute. Se rezolvă apoi ecuația cu o singură necunoscută astfel obținută. Se înlocuiește valoarea necunoscutei aflate într-una dintre ecuațiile sistemului, se rezolvă ecuația, iar perechea obținută este soluția sistemului. 
Observație: Dacă prin această metodă se anulează toți termenii ce conțin necunoscutele și termenii liberi, sistemul nu are soluție unică. Dacă se anulează toți termenii ce conțin necunoscutele și termenii liberi nu se anulează, sistemul nu are soluții.
Exemplu
Să se rezolve prin metoda reducerii sistemul: {\displaystyle {\begin{cases}x-5y=3\\2x+y=-5\end{cases}}}
Rezolvare
Prin înmulțirea celei de-a doua ecuații cu 5 se obține:
{\displaystyle {\begin{cases}x-5y=3\\10x+5y=-25\end{cases}}}
Adunând cele două ecuații se obține sistemul:
{\displaystyle {\begin{cases}11x=-22\\x-5y=3\end{cases}}\iff {\begin{cases}x=-2\\-2-5y=3\end{cases}}\iff {\begin{cases}x=-2\\y=-1\end{cases}}}

## Aplicații
Un sistem de ecuații liniare poate fi scris în cazul unor mărimi care sunt medie ponderată și au suma cunoscută. Poate fi folosit pentru aplicații economice sau tehnice.

### Probleme de partiție a unor mulțimi de obiecte
Distribuirea unui număr de obiecte într-un număr de recipiente dă un sistem cu soluția numere întregi pozitive. Se corelează cu problemele de proprietăți ale numerelor naturale, de exemplu împărțirea cu rest.

### Costul total al aprovizionării și bugetul stabilit
De exemplu se pot aplica pentru costul total a două (sau mai multe) produse cu prețuri cunoscute de vânzare. Astfel se poate verifica și asigura încadrarea în bugetul stabilit pentru cumpărarea produselor.
{\displaystyle P=\geq p_{1}c_{1}+p_{2}c_{2}+...+p_{n}c_{n}}
{\displaystyle C=c_{1}+c_{2}+...+c_{n}}
Pentru cazul a mai mult de două produse se specifică rapoarte între cantitățile de achiziționat. Cantitățile se exprimă în numere întregi pozitive pentru produsele comercializate în unități individuale indivizibile (bucăți, pachete, borcane etc.).

### Amestecuri de substanțe
O altă aplicație e obținerea unei soluții de o compoziție specificată prin amestecarea unor soluții cu compoziții cunoscute. Pentru densitatea soluției obținute prin amestecarea a două (sau mai multe) soluții cu compoziții inegale din aceeași substanță sistemul de ecuații liniare permite determinarea maselor sau volumelor de soluție necesare a fi amestecate pentru a obține un volum dat de soluție cu o compoziție (procentuală) predeterminată. Sistemul se bazează pe însumarea maselor soluțiilor amestecate pe baza principiului conservării masei.
{\displaystyle wm=\sum w_{i}m_{i}=w_{1}m_{1}+w_{2}m_{2}(+...)}
{\displaystyle m=\sum m_{i}=m_{1}+m_{2}(+...)}
Masele soluțiilor de amestecat se pot exprima ca produse densități volume ale soluțiilor.
{\displaystyle wm=\sum w_{i}m_{i}=w_{1}m_{1}+w_{2}m_{2}(+...)=w_{1}\rho _{1}V_{1}+w_{2}\rho _{2}V_{2}+....}
Compoziția procentuală a soluției obținute prin amestecarea mai multor soluții cu compoziție cunoscută e:
{\displaystyle w={\frac {\sum w_{i}m_{i}}{m}}={\frac {w_{1}m_{1}+w_{2}m_{2}(+...)}{m}}}
sau ținând cont de densități și volume:
{\displaystyle w={\frac {\sum w_{i}m_{i}}{m}}={\frac {w_{1}\rho _{1}V_{1}+w_{2}\rho _{2}V_{2}(+...)}{\rho V}}}